# كفر الفقهاء
كفر الفقهاء إحدى قرى مركز طوخ التابع لمحافظة القليوبية بجمهورية مصر العربية.

## السكان
بلغ عدد سكان كفر الفقهاء 3,970 نسمة، حسب الإحصاء الرسمي لعام 2006.